# Alberto de Gorostiaga
Alberto de Gorostiaga e Ipiña nació en la popular calle Bilbaína de San Francisco el 8 de abril de 1880, y se inició en la vida artística con un grupo de amigos en el Instituto. Teniendo la ópera como destino, viajó a Barcelona y de allí a Milán donde adoptó el nombre de "Alberti de Gosostiaga".
A principios de siglo formó en una compañía lírica italiana y cantó en Holanda en la primera representación de “Madama Butterfly”, en 1903. También actuó en el Liceo de Barcelona, cantando “Cavalleria rusticana” en San Sebastián y en diversas naciones de Europa. Su amplia actividad fue bien conocida en Bilbao como empresario de ópera, ya que formó empresa con varios compañeros de juventud y consiguió contratar en 1914, para actuar en Bilbao, al célebre tenor Enrico Caruso, si bien no llegó a verificarse esta representación por haberse declarado la guerra. Se estableció en París como maestro de canto y allí fue presidente de la Casa de España y fundador del Aero Club francés en 1903. Fue considerado como el mejor maestro de canto. Su fama se extendió pronto por todo el mundo, y así lo afirmó el tenor Giacomo Lauri-Volpi en su libro “El equívoco”, y se confirmó en otras muchas publicaciones americanas y francesas. Fue a Hollywood contratado por diversas casas de películas, y allí fue protector de Lily Pons, de Grace Moore, de Jeanette MacDonald y de otras grandes figuras de la pantalla.
Dirigió la parte vocal de varias películas de su discípula predilecta Lily Pons.
Don Alberto de Gorostiaga, a quien el Gobierno francés concedió todas las condecoraciones civiles, además de poseer otras muchas que le otorgaron en Italia, en Túnez y en España, ingresó en la Orden de Alfonso X el Sabio en 1947. Sintiéndose ya enfermo, en 1957, regresó a Bilbao y murió un mes más tarde en el Hotel Carlton donde solía residir cuando viajaba a su ciudad natal.